# Brenna (Sovicille)
Brenna è una frazione del comune italiano di Sovicille, nella provincia di Siena, in Toscana.

## Storia
Secondo la leggenda, il borgo di Brenna sarebbe stato fondato dal condottiero Brenno, capo dei Galli Senoni, che qui giunse agli inizi del IV secolo a.C..
Il borgo fu in epoca alto-medievale proprietà dei conti Ardengheschi di Civitella Marittima, prima di passare sotto Siena nel 1202. Durante l'età comunale, grazie alla presenza di giacimenti di siderite ed ematite a Brenna si svilupparono diffuse lavorazioni siderurgiche, poi concentrate in una ferriera sul corso del fiume Merse. Nel 1271 fu decretato che a Brenna avrebbe dovuto risiedere un giudice sotto diretta dipendenza del podestà di Siena.
Nel 1833 si contavano a Brenna 354 abitanti.

## Monumenti e luoghi d'interesse
- Chiesa di San Michele Arcangelo, chiesa parrocchiale della frazione, risale al periodo alto-medievale (XI secolo) e custodisce alcune opere d'arte risalenti al XIII e al XIV secolo.[2][5][6]
- Molino del Pero, mulino fortificato del XIV secolo.[7]